# اسماعیل دوم گرانادا
ابو الولید اسماعیل بن یوسف معروف به اسماعیل دوم گرانادا (انگلیسی: Ismail II of Granada؛ ۴ اکتبر ۱۳۳۹ – ۲۴ ژوئن یا ۱۳ ژوئیه ۱۳۶۰) نهمین حکمران مسلمان دودمان نصریان و بزرگترین پسر یوسف یکم، سلطان گرانادا در امارت گرانادا واقع در شبه‌جزیره ایبری بود.